# Bildverlag Böttger
Der Bildverlag Böttger GbR ist ein unabhängiger deutscher Verlag, welcher sich hauptsächlich der Herausgabe und dem Vertrieb von Ansichtskarten, Büchern, Bildwandkalendern und Bilddruckerzeugnissen widmet. Seit 1997 hat das Unternehmen seinen Sitz im W.I.T.-Gewerbepark (ehemals Sächsische Nähfadenfabrik) im Ortsteil Witzschdorf der Gemeinde Gornau.

## Geschichte

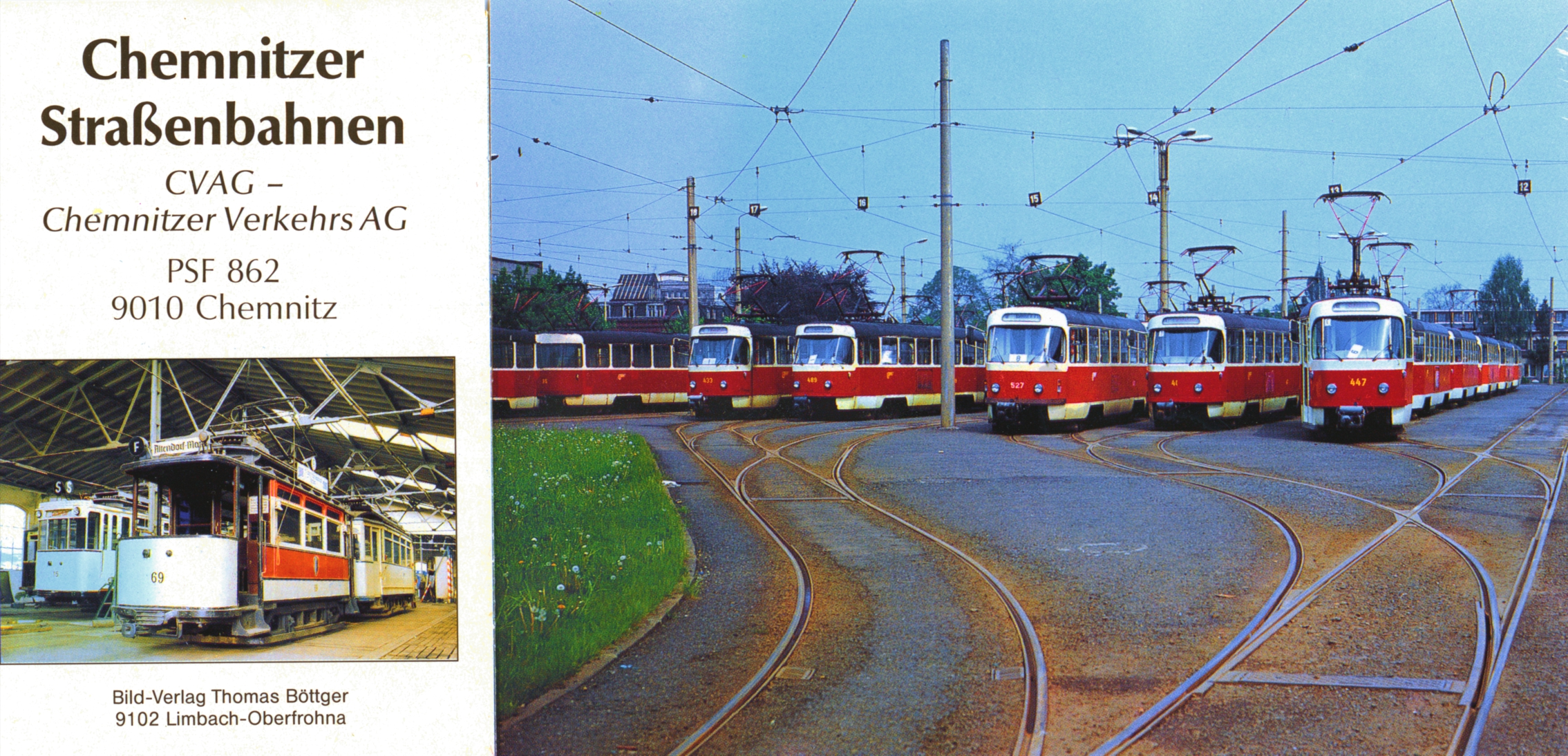
Talonheft für die Chemnitzer Verkehrs-AG

Per 1. August 1990 gründete Thomas Böttger als Nebengewerbe den Bildverlag Thomas Böttger. Dies wurde möglich, da die Regierung der DDR, im Zuge der politischen Veränderungen, ab 6. März 1990 die volle Gewerbefreiheit für jeden Bürger garantierte. Das erste Verlagsprodukt war ein Talonheft mit Ansichtskarten zur Chemnitzer Straßenbahn. Die ersten eigenen Ansichtskarten (Felsendome Chemnitz und Kellerberge Penig) folgten im Oktober 1990.
Da sich ein höherer Bedarf an Ansichtskarten und Bildwerbedrucksachen abzeichnete, betrieb Thomas Böttger den Verlag ab 1. Juli 1992 als Hauptgewerbe in Limbach-Oberfrohna, auf der Straße des Friedens. Wegen Erweiterung des Geschäftsumfangs machte sich zum Jahreswechsel 1996/97 der Umzug in den neu entstandenen W.I.T.-Gewerbepark nach Witzschdorf notwendig. Im Jahr 2006 stieg Katrin Böttger als Gesellschafterin mit ein. Seither firmiert der Verlag als Bildverlag Böttger GbR.
Neben anderen Produkten, wie Broschüren und Büchern, sind bisher etwa 3500 verschiedene Ansichtskarten erschienen. Die Kartenmotive stammen hauptsächlich aus Chemnitz, dem Erzgebirge, der Sächsischen Schweiz, dem Zittauer Gebirge aber auch aus anderen sächsischen Regionen. Neben der Herausgabe und dem Vertrieb von Druckerzeugnissen besitzt der Verlag ein Bildarchiv mit über 700.000 Motiven hauptsächlich zu den Themen Eisenbahn, Kraftverkehr und Sachsen mit Schwerpunkt Erzgebirge.
Der Verlag ist seit 2011 auf der Leipziger Messe modell-hobby-spiel präsent und stellt dort auf dem Gemeinschaftsstand der Dampfbahnroute Sachsen seine Produkte vor.

## Produkte

### Buchverlag

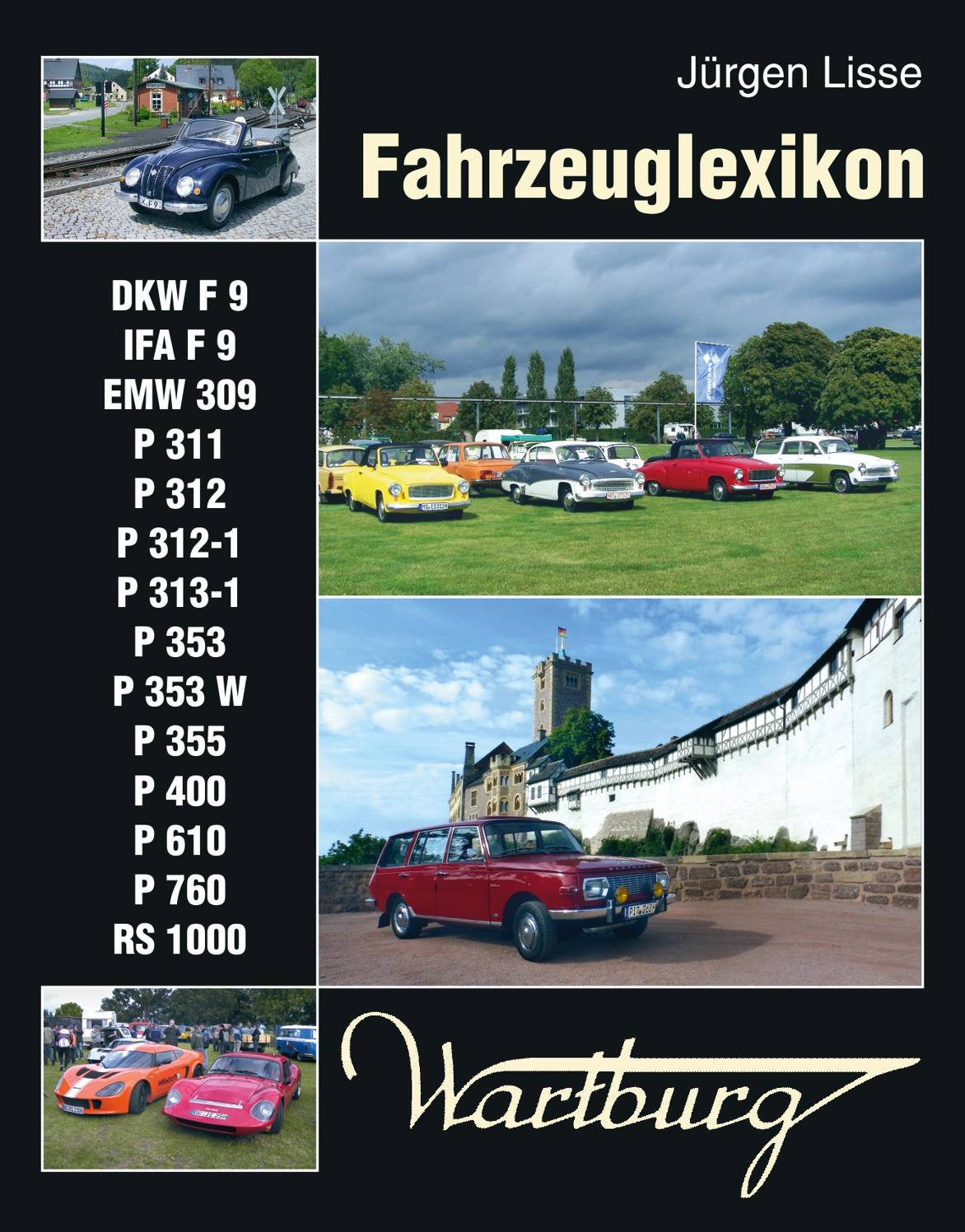
Fahrzeuglexikon Wartburg

Das Buchprogramm von Bildverlag Böttger GbR startete 2001 mit dem Titel „Original Crottendorfer Eisenbahngeschichten“. Das erste Buch „Limbach-Oberfrohna Einst und Jetzt“ erschien bereits 1993 anlässlich 110 Jahre Stadtrecht Limbach. Durch das Hobbyinteresse des Verlagsgründers zur Eisenbahn und zum Verkehrswesen widmen sich viele Buchthemen diesen Sachgebieten. Verlegt werden aber auch Bücher zur Regionalgeschichte und zum Bergbau. Der Vertrieb erfolgt durch den eigenen Außendienst und über die Barsortimenter KNV, Libri und Umbreit. Herausgegeben wurden bisher über 70 eigene Bücher, so auch die Oldtimerbücher „Fahrzeuglexikon“, von welchen auch Nachauflagen erschienen sind.
Bekannte Autoren sind beispielsweise Rainer Sennewald und Wolfgang Barsch, Bernd Kuhlmann, Wolfgang Thomas, Günter Ducke und Ingo Thiele. Der Verlag gibt auch bisher unbekannten Nachwuchsautoren eine Chance, wie beispielsweise Stefan Müller, von dem bereits fünf Bücher der Reihe „Anekdoten und Geschichten …“ erschienen sind.

### Kalenderverlag
Ausgehend von der Ansichtskartenproduktion erscheinen im Bildverlag Böttger GbR jährlich vier verschiedene Postkartenkalender (16 × 16 cm) mit Spiralbindung zum Thema Eisenbahn und Oldtimer. Mittlerweile sind bei den Eisenbahnpostkarten über 1000 verschiedene Motive erschienen, welche vor allem Sammler ansprechen.
Der Sächsische Eisenbahnkalender erscheint seit 1994 und erreicht damit im Jahr 2024 seinen 30. Jahrgang. Später kamen noch hinzu der „Sächsische Schmalspurbahnkalender“ und die Kalender „Schienenwelten“ sowie „IFA-Fahrzeuge“. Dabei werden historische und aktuelle Motive von verschiedenen Bildautoren gezeigt.